# Hedning
Hedning är i urkyrkan och bibliskt språkbruk en beteckning på en person som inte är jude. Därav kommer ett uttryck som hednakristen på den som är kristen utan att vara jude. 
Ordet har övertagits av kristendomen och därmed betecknat sådana som inte bekänner sig till den kristna tron. 
Utvidgat har det använts om sådana som i sitt handlande eller i sitt religiösa eller moraliska tänkesätt inte följer kristna normer. Därmed har ordet fått en negativ klang. Dessutom har det använts i synnerhet om naturreligioner, som ansetts primitiva. Termen uppfattas i dag ofta som ett nedsättande tilltal av icke kristna. Hundhedning är ett avlett uttryck som tydliggör den nedsättande innebörden. Å andra sidan har det i framför allt religiöst språkbruk länge använts neutralt i ord som hednamission. Dessutom har det på senare tid upptagits som självbeskrivning av olika grupperingar som söker andlighet i förkristet orienterade miljöer.
I allmänt språkbruk är en hedning en person som inte omfattar den etablerade monoteistiska religionen, till exempel en schamanist eller asatroende. I svensk folktro betraktades ett nyfött barn som hedet, tills det blev döpt, och måste under tiden skyddas mot ont, särskilt mot trollen (se bortbyting). 
Inom judendomen (i Talmud) används hedning i betydelsen icke-jude. Inom islam är det skillnad mellan ” judar och kristna” och ”hedningar” (icke-muslimer).